# 1934 w muzyce
Wydarzenia muzyczne w 1934 roku.

## Urodzili się
- 5 stycznia – Phil Ramone, amerykański producent muzyczny, kompozytor, skrzypek (zm. 2013)
- 6 stycznia – Bobby Lord, amerykański muzyk country (zm. 2008)
- 8 stycznia
  - Jan Kirsznik, polski saksofonista rock’n’rollowy, członek zespołu Rhythm and Blues (zm. 2018)
  - Georg Riedel, szwedzki kontrabasista jazzowy i kompozytor (zm. 2024)
- 10 stycznia
  - Louis Killen, angielski piosenkarz folkowy (zm. 2013)
  - Sheila Tracy, brytyjska puzonistka, członkini duetu muzycznego Tracy Sisters, dziennikarka i prezenterka radiowa, pierwsza kobieta czytająca wiadomości w BBC Radio 4 (zm. 2014)
- 16 stycznia
  - Marilyn Horne, amerykańska śpiewaczka operowa (mezzosopran)
  - Richard Wernick, amerykański kompozytor klasyczny (zm. 2025)
- 17 stycznia – Cedar Walton, amerykański pianista i kompozytor jazzowy (zm. 2013)
- 24 stycznia – Galina Pisarenko, rosyjska śpiewaczka operowa (sopran) (zm. 2022)
- 26 stycznia
  - Ton Bruynèl, holenderski kompozytor (zm. 1998)
  - Huey Smith, amerykański pianista R&B (zm. 2023)
- 29 stycznia – Noel Harrison, angielski piosenkarz, aktor, narciarz, olimpijczyk (zm. 2013)
- 30 stycznia – Tammy Grimes, amerykańska aktorka i piosenkarka (zm. 2016)
- 31 stycznia – Joanna Rawik, polska piosenkarka, aktorka i dziennikarka
- 1 lutego – Bob Shane, amerykański piosenkarz i gitarzysta folkowy, muzyk zespołu The Kingston Trio (zm. 2020)
- 7 lutego – Earl King, amerykański piosenkarz, gitarzysta i kompozytor (zm. 2003)
- 9 lutego – Zygmunt Herembeszta, polski kompozytor i pedagog (zm. 2002)
- 14 lutego – Michel Corboz, szwajcarski dyrygent (zm. 2021)
- 17 lutego – Anner Bylsma, holenderski wiolonczelista (zm. 2019)
- 18 lutego
  - Aldo Ceccato, włoski dyrygent
  - William Steck, amerykański skrzypek (zm. 2013)
  - Bobby Taylor, amerykański piosenkarz soulowy (zm. 2017)
- 19 lutego
  - Pierre Barouh, francuski aktor, piosenkarz, kompozytor i autor tekstów (zm. 2016)
  - Michael Tree, amerykański altowiolista (zm. 2018)
- 23 lutego – Jewgienij Kryłatow, rosyjski kompozytor (zm. 2019)
- 24 lutego – Renata Scotto, włoska śpiewaczka operowa (sopran) (zm. 2023)
- 25 lutego – Leszek Bogdanowicz, polski kompozytor, gitarzysta, aranżer i dyrygent (zm. 1984)
- 28 lutego – Giorgio Gomelsky, brytyjski impresario, realizator i producent muzyczny (zm. 2016)
- 1 marca – Jerrold Northrop Moore, amerykański muzykolog (zm. 2024)
- 2 marca – Bernard Rands, amerykański kompozytor pochodzenia angielskiego
- 4 marca
  - Mario Davidovsky, amerykański kompozytor pochodzenia argentyńskiego (zm. 2019)
  - Barbara McNair, amerykańska piosenkarka jazz i pop oraz aktorka (zm. 2007)
- 6 marca – Red Simpson, amerykański piosenkarz country (zm. 2016)
- 8 marca
  - John McLeod, szkocki kompozytor (zm. 2022)
  - Christian Wolff, amerykański kompozytor, filolog i pedagog
- 9 marca – Bogdan Czyżewski, polski piosenkarz
- 10 marca – Fu Cong, chiński pianista (zm. 2020)
- 11 marca
  - Gipo Farassino, włoski piosenkarz i kompozytor, przedstawiciel piosenki autorskiej, aktor, europoseł (1994–1999) (zm. 2013)
  - Maciej Łukaszczyk, polski pianista, profesor, założyciel i prezes Towarzystwa Chopinowskiego w RFN (zm. 2014)
- 14 marca – Shirley Scott, amerykańska organistka i pianistka jazzowa (zm. 2002)
- 16 marca – Roger Norrington, angielski dyrygent (zm. 2025)
- 17 marca
  - Erhard Grosskopf, niemiecki kompozytor (zm. 2025)
  - Marian Wallek-Walewski, polski dyrygent, krytyk muzyczny i teoretyk muzyki (zm. 1988)
- 18 marca
  - Herbert Chappell, brytyjski dyrygent, kompozytor, reżyser telewizyjny (zm. 2019)
  - Charley Pride, amerykański piosenkarz i gitarzysta country (zm. 2020)
  - Zofia Urbanyi-Krasnodębska, polska dyrygentka, profesor zwyczajny, wykładowca Akademii Muzycznej we Wrocławiu (zm. 2023)
- 22 marca – Tonina Torrielli, włoska piosenkarka
- 25 marca
  - Johnny Burnette, amerykański muzyk; pionier Rockabilly (zm. 1964)
  - Vangjo Kosta, albański śpiewak i reżyser operowy (tenor)
- 29 marca – Ernstalbrecht Stiebler, niemiecki kompozytor muzyki eksperymentalnej (zm. 2024)
- 30 marca – Count Prince Miller, brytyjski piosenkarz reggae i aktor pochodzący z Jamajki (zm. 2018)
- 31 marca – John D. Loudermilk, amerykański piosenkarz i gitarzysta country (zm. 2016)
- 1 kwietnia – Jim Ed Brown, amerykański piosenkarz country (zm. 2015)
- 5 kwietnia
  - Stanley Turrentine, amerykański saksofonista jazzowy (zm. 2000)
  - Janusz Zabiegliński, polski saksofonista (altowy) i klarnecista jazzowy, kompozytor, aranżer, lider zespołów (zm. 2001)
- 6 kwietnia
  - Mario Merola, włoski piosenkarz i aktor (zm. 2006)
  - Maria Zduniak, polska historyk muzyki (zm. 2011)
- 10 kwietnia – Zsolt Durkó, węgierski kompozytor (zm. 1997)
- 11 kwietnia – Cleotha Staples, amerykańska piosenkarka gospel, soul i R&B, wokalistka grupy The Staple Singers (zm. 2013)
- 13 kwietnia – Siegfried Matthus, niemiecki kompozytor (zm. 2021)
- 14 kwietnia – Paul Sperry, amerykański śpiewak (tenor) (zm. 2024)
- 16 kwietnia
  - Vince Hill, angielski piosenkarz pop (zm. 2023)
  - Robert Stigwood, australijski producent muzyczny i przedsiębiorca (zm. 2016)
- 18 kwietnia – Jan Klusák, czeski kompozytor
- 19 kwietnia
  - Jan Kobuszewski, polski aktor, artysta kabaretowy, wykonawca piosenki satyrycznej (zm. 2019)
  - Bruce Swedien, amerykański producent muzyczny i inżynier dźwięku, laureat nagród Grammy (zm. 2020)
- 29 kwietnia
  - Norman Edge, amerykański kontrabasista jazzowy (zm. 2018)
  - Ludwik Erhardt, polski muzykolog i dziennikarz muzyczny, redaktor naczelny pisma „Ruch Muzyczny” (1971–2008) (zm. 2022)
  - Otis Rush, amerykański wokalista i gitarzysta bluesowy (zm. 2018)
- 1 maja – Shirley Horn, amerykańska pianistka i wokalistka jazzowa (zm. 2005)
- 3 maja
  - Georges Moustaki, francuski piosenkarz i kompozytor włosko-grecko-żydowskiego pochodzenia (zm. 2013)
  - Frankie Valli, amerykański piosenkarz, były frontman zespołu The Four Seasons
- 5 maja – Johnnie Taylor, amerykański piosenkarz i autor tekstów (zm. 2000)
- 8 maja – Jan Pawoł Nagel, serbołużycki kompozytor (zm. 1997)
- 10 maja
  - Shyqyri Alushi, albański piosenkarz (zm. 2019)
  - Jayne Cortez, afroamerykańska artystka jazzowa, poetka i performerka (zm. 2012)
  - Dmitri Nabokov, amerykański śpiewak operowy i tłumacz, syn pisarza Vladimira Nabokova (zm. 2012)
- 15 maja
  - Peter Becker, niemiecki muzyk i pedagog (zm. 2018)
  - Bernard Ringeissen, francuski pianista (zm. 2025)
  - Hanna Rumowska-Machnikowska, polska śpiewaczka operowa (sopran) (zm. 2014)
- 19 maja – Jan Wijn, holenderski pianista klasyczny (zm. 2022)
- 21 maja – Bob Northern, amerykański waltornista jazzowy (zm. 2020)
- 22 maja – Peter Nero, amerykański pianista (zm. 2023)
- 23 maja – Robert Moog, amerykański wynalazca, konstruktor pierwszego syntezatora Mooga, pionier muzyki elektronicznej (zm. 2005)
- 27 maja – Anatol Waliczenka, polski dyrygent, chórmistrz, pedagog, kolekcjoner (zm. 2021)
- 28 maja – Franciszek Wybrańczyk, polski muzyk klarnecista, menedżer muzyczny (zm. 2006)
- 31 maja – Karl-Erik Welin, szwedzki kompozytor, pianista i organista (zm. 1992)
- 1 czerwca – Pat Boone, amerykański piosenkarz, aktor i pisarz
- 7 czerwca – Philippe Entremont, francuski pianista i dyrygent
- 9 czerwca – Jackie Wilson, afroamerykański śpiewak popowy (zm. 1984)
- 13 czerwca – Uriel Jones, amerykański perkusista sesyjny (zm. 2009)
- 18 czerwca
  - Gladstone Anderson, jamajski pianista (zm. 2015)
  - Pavle Dešpalj, chorwacki dyrygent i kompozytor (zm. 2021)
- 20 czerwca
  - Alain Bancquart, francuski kompozytor (zm. 2022)
  - Anne Sylvestre, francuska piosenkarka (zm. 2020)
  - Cornel Țăranu, rumuński kompozytor i pedagog (zm. 2023)
- 21 czerwca – Luigji Albertelli, włoski kompozytor i autor tekstów, osobowość telewizyjna (zm. 2021)
- 22 czerwca – Ray Mantilla, amerykański perkusjonista latin jazzowy (zm. 2020)
- 26 czerwca – Frank Wakefield, amerykański mandolinista bluegrass (zm. 2024)
- 2 lipca – Tom Springfield, angielski muzyk, autor piosenek i producent muzyczny (zm. 2022)
- 3 lipca – Christian Manen, francuski kompozytor i pedagog muzyczny (zm. 2020)
- 4 lipca – Mark Barkan, amerykański autor piosenek, producent muzyczny (zm. 2020)
- 7 lipca – Vinko Globokar, słoweński kompozytor i puzonista
- 12 lipca – Van Cliburn, amerykański pianista (zm. 2013)
- 13 lipca
  - Phillip Crosby, amerykański piosenkarz i aktor (zm. 2004)
  - Dennis Crosby, amerykański piosenkarz i okazjonalny aktor (zm. 1991)
- 15 lipca – Harrison Birtwistle, angielski kompozytor współczesnej muzyki klasycznej, pedagog (zm. 2022)
- 18 lipca – Roger Reynolds, amerykański kompozytor muzyki poważnej
- 20 lipca – Bob Krasnow, amerykański wydawca muzyczny (zm. 2016)
- 24 lipca
  - Jimmy Holiday, amerykański piosenkarz i kompozytor R&B (zm. 1987)
  - Neil Howlett, angielski śpiewak operowy (baryton) (zm. 2020)
- 25 lipca – Don Ellis, amerykański trębacz jazzowy, perkusista, kompozytor, aranżer i bandleader (zm. 1978)
- 26 lipca
  - Anthony Gilbert, brytyjski kompozytor i pedagog (zm. 2023)
  - Joannis Spanos, grecki kompozytor (zm. 2019)
- 4 sierpnia – Gabriel Tacchino, francuski pianista klasyczny (zm. 2023)
- 5 sierpnia – Vern Gosdin, amerykański piosenkarz country (zm. 2009)
- 9 sierpnia – Merle Kilgore, amerykański piosenkarz, kompozytor i menadżer (zm. 2005)
- 10 sierpnia – James Tenney, amerykański kompozytor, teoretyk muzyki i pedagog (zm. 2006)
- 15 sierpnia
  - Nino Ferrer, francuski piosenkarz, kompozytor i producent muzyczny (zm. 1998)
  - Helena Łazarska, polska śpiewaczka operowa (sopran) i pedagog (zm. 2022)
- 17 sierpnia
  - Marian Borkowski, polski kompozytor, muzykolog, pianista, pedagog, animator i organizator życia muzycznego
  - João Donato, brazylijski pianista i puzonista jazzowy, kompozytor (zm. 2023)
- 18 sierpnia – Ronnie Carroll, północnoirlandzki piosenkarz (zm. 2015)
- 19 sierpnia – Regina Chłopicka, polska teoretyk muzyki (zm. 2021)
- 22 sierpnia – Ayla Erduran, turecka skrzypaczka (zm. 2025)
- 24 sierpnia
  - Engjëll Berisha, jugosłowiański i kosowski muzykolog, profesor zwyczajny (zm. 2015)
  - Aleksander Szeligowski, polski kompozytor, dyrygent, organista i pedagog (zm. 1993)
- 29 sierpnia
  - Gene Allison, amerykański piosenkarz R&B (zm. 2004)
  - Henrique de Curitiba, brazylijski kompozytor pochodzenia polskiego (zm. 2008)
- 1 września – Orianna Santunione, włoska śpiewaczka operowa (sopran) (zm. 2023)
- 2 września – Sam Gooden, amerykański wokalista soulowy (zm. 2022)
- 3 września – Freddie King, amerykański gitarzysta bluesowy (zm. 1976)
- 4 września – Eduard Chil, rosyjski piosenkarz barytonowy; laureat nagrody Artysty Narodowego RFSRR (zm. 2012)
- 5 września – Beverly Ross, amerykańska autorka tekstów piosenek (zm. 2022)
- 7 września – Little Milton, amerykański gitarzysta i wokalista bluesowy (zm. 2005)
- 8 września
  - Peter Maxwell Davies, angielski kompozytor i dyrygent (zm. 2016)
  - Guitar Shorty, amerykański gitarzysta bluesowy, piosenkarz, autor piosenek (zm. 2022)
- 10 września – Wasił Kazandżiew, bułgarski kompozytor
- 11 września – Jacek Abramowicz, polski muzyk, pianista, kompozytor, aranżer, artysta estradowy (zm. 2020)
- 13 września – Tamara Milaszkina, rosyjska śpiewaczka operowa (sopran), Ludowy Artysta ZSRR (zm. 2024)
- 17 września – Gerhard Track, austriacki dyrygent i kompozytor (zm. 2022)
- 19 września
  - Carl Davis, amerykański producent muzyczny (zm. 2012)
  - Brian Epstein, menadżer The Beatles (zm. 1967)
- 21 września – Leonard Cohen, kanadyjski poeta, pisarz i piosenkarz (zm. 2016)
- 22 września – Ornella Vanoni, włoska piosenkarka
- 23 września
  - Gino Paoli, włoski piosenkarz, kompozytor i autor tekstów piosenek
  - Joseph Tarsia, amerykański inżynier dźwięku (zm. 2022)
- 26 września – Dick Heckstall-Smith, angielski saksofonista jazzowy (zm. 2004)
- 27 września – Ib Glindemann, duński muzyk jazzowy (zm. 2019)
- 28 września – Piero Ciampi, włoski piosenkarz, kompozytor, poeta i autor tekstów piosenek (zm. 1980)
- 30 września
  - Hamilton Camp, brytyjsko-amerykański aktor i piosenkarz (zm. 2005)
  - Udo Jürgens, austriacki kompozytor i piosenkarz, zwycięzca konkursu Eurowizji 1966 (zm. 2014)
- 7 października
  - Feliksas Bajoras, litewski kompozytor
  - Nowiełła Matwiejewa, rosyjska pieśniarka, pisarka, poetka, scenarzystka, autorka sztuk teatralnych, literaturoznawczyni (zm. 2016)
- 9 października – Abdullah Ibrahim, południowoafrykański pianista i kompozytor jazzowy
- 10 października – Janina Guttnerówna, polska śpiewaczka operowa (mezzosopran) (zm. 2020)
- 13 października – Mieczysław Nowakowski, polski dyrygent i pedagog (zm. 2017)
- 17 października – Rico Rodriguez, brytyjski puzonista grający ska, reggae i jazz (zm. 2015)
- 19 października – Eva-Maria Hagen, niemiecka aktorka i piosenkarka (zm. 2022)
- 20 października
  - Eddie Harris, amerykański muzyk jazzowy (zm. 1996)
  - Choo Hoey, singapurski dyrygent (zm. 2025)
  - Roy Young, brytyjski piosenkarz i klawiszowiec gatunku rock and roll (zm. 2018)
- 23 października – Lewis Merenstein, amerykański producent muzyczny (zm. 2016)
- 25 października – Sam Taylor, amerykański muzyk bluesowy i autor tekstów (zm. 2009)
- 26 października
  - Jacques Loussier, francuski pianista i kompozytor (zm. 2019)
  - Ferenc Rados, węgierski pianista i pedagog (zm. 2025)
- 27 października
  - Ivan Jullien, francuski muzyk, kompozytor, aranżer i trębacz jazzowy (zm. 2015)
  - Barre Phillips, amerykański kontrabasista jazzowy (zm. 2024)
- 30 października – Frans Brüggen, holenderski flecista, dyrygent i pedagog (zm. 2014)
- 1 listopada – Longina Kozikowska-Bruna, polska aktorka, śpiewaczka, pedagog
- 10 listopada – Leszek Żuchowski, polski kompozytor muzyki teatralnej i filmowej (zm. 2018)
- 11 listopada – Józef Kossowski, polski skrzypek, artysta ludowy (zm. 2018)
- 12 listopada – Gianfranco Reverberi, włoski muzyk i kompozytor (zm. 2024)
- 13 listopada – Jimmy Fontana, włoski aktor, kompozytor, piosenkarz i autor piosenek (zm. 2013)
- 14 listopada – Ellis Marsalis, amerykański pianista, muzyk jazzowy, przedstawiciel jazzu nowoczesnego (zm. 2020)
- 15 listopada
  - Gloria Contreras Roeniger, meksykańska tancerka i choreograf (zm. 2015)
  - Peter Dickinson, angielski muzykolog, kompozytor i pianista (zm. 2023)
- 17 listopada – Alan Curtis, amerykański klawesynista, muzykolog i dyrygent opery barokowej (zm. 2015)
- 19 listopada – David Lloyd-Jones, brytyjski dyrygent (zm. 2022)
- 24 listopada – Alfred Schnittke, kompozytor, pianista, teoretyk muzyki i pedagog pochodzenia rosyjsko-niemiecko-żydowskiego (zm. 1998)
- 26 listopada – Henryk Skotarczyk, polski muzyk ludowy i twórca instrumentów ludowych (kozioł), laureat Nagrody im. Oskara Kolberga (zm. 2021)
- 27 listopada – Aleksandrina Miłczewa, bułgarska śpiewaczka operowa (mezzosopran)
- 28 listopada – Carlos Fariñas, kubański kompozytor (zm. 2002)
- 29 listopada – Tony Coe, angielski klarnecista i saksofonista jazzowy (zm. 2023)
- 1 grudnia
  - Józef Kolesiński, polski śpiewak operowy (tenor)
  - Billy Paul, amerykański wokalista soulowo-jazzowy (zm. 2016)
- 5 grudnia – Art Davis, amerykański basista jazzowy (zm. 2007)
- 9 grudnia
  - Irena Santor, polska piosenkarka
  - Junior Wells, amerykański wokalista i harmonijkarz bluesowy (zm. 1998)
- 15 grudnia – Rajna Kabaiwanska, włoska sopranistka pochodzenia bułgarskiego
- 16 grudnia – Pete Wade, amerykański gitarzysta country (zm. 2024)
- 18 grudnia – Jim Parker, brytyjski kompozytor (zm. 2023)
- 23 grudnia – Claudio Scimone, włoski dyrygent (zm. 2018)
- 24 grudnia – John Critchinson, angielski pianista jazzowy (zm. 2017)
- 30 grudnia – Del Shannon, amerykański piosenkarz i gitarzysta rockowy (zm. 1990)

Data dzienna nieznana
- Antoni Cichecki, polski skrzypek ludowy (zm. 2018)

## Zmarli
- 1 stycznia – Blagoje Bersa, chorwacki kompozytor operowy (ur. 1873)
- 12 stycznia – Paweł Kochański, polski skrzypek (ur. 1887)
- 18 stycznia – Otakar Ševčík, czeski skrzypek i pedagog (ur. 1852)
- 4 lutego – Ernesto Nazareth, brazylijski kompozytor i pianista (ur. 1863)
- 21 lutego – Willem Kes, holenderski dyrygent, kompozytor i skrzypek (ur. 1856)
- 23 lutego – Edward Elgar, brytyjski kompozytor (ur. 1857)
- 7 marca – Wano Paliaszwili, gruziński dyrygent (ur. 1868)
- 21 marca – Franz Schreker, austriacki kompozytor muzyki klasycznej, dyrygent, pedagog (ur. 1878)
- 28 kwietnia – Charley Patton, amerykański muzyk bluesowy (ur. 1891)
- 2 maja – Max Friedlaender, niemiecki muzyk, śpiewak basowy, kompozytor, muzykolog żydowskiego pochodzenia (ur. 1852)
- 12 maja
  - Paul Kraus, niemiecki kompozytor i pedagog (ur. 1870)
  - Antoni Uruski, polski kompozytor, pianista, pedagog (ur. 1872)
- 25 maja – Gustav Holst, angielski kompozytor, dyrygent, puzonista i pedagog (ur. 1874)
- 10 czerwca – Frederick Delius, angielski kompozytor muzyki klasycznej (ur. 1862)
- 15 czerwca – Alfred Bruneau, francuski kompozytor (ur. 1857)
- 1 sierpnia – Piotr Maszyński, polski kompozytor, dyrygent i pedagog (ur. 1855)
- 2 września – Alcide Nunez, amerykański klarnecista jazzowy (ur. 1884)
- 9 września – Juozas Naujalis, litewski kompozytor, organista, dyrygent chóralny i pedagog (ur. 1869)
- 10 września – George Henschel, angielski pianista, kompozytor, dyrygent oraz śpiewak operowy (baryton) (ur. 1850)
- 22 września – Teofila Żołopińska, polska aktorka teatralna i śpiewaczka (ur. 1854)
- 3 października – Henri Marteau, francuski skrzypek i kompozytor (ur. 1874)
- 14 października – Leonid Sobinow, rosyjski śpiewak operowy (tenor) (ur. 1872)
- 29 października – Władysław Lubomirski, polski ziemianin (książę), mecenas sztuki i kompozytor (ur. 1866)
- 28 listopada – Stanisław Eksner, rosyjski kompozytor, pianista, pedagog polskiego pochodzenia (ur. 1859)
- 26 grudnia – Władysław Krogulski, polski aktor, dyrygent, perkusista, kompozytor, kronikarz teatrów warszawskich, związany z Teatrem Rozmaitości w Warszawie (ur. 1843)

## Opera
- 7 listopada – premiera opery Kyz Żibek

## Musicale
- 21 listopada – w Nowym Jorku odbyła się premiera musicalu autorstwa Cole Portera Anything Goes.

## Film muzyczny
- 25 kwietnia – odbyła się premiera filmu We’re Not Dressing w reżyserii Normana Tauroga.
- 31 sierpnia – odbyła się premiera filmu Miłość dla początkujących w reżyserii Elliotta Nugenta.